# Дальтонізм

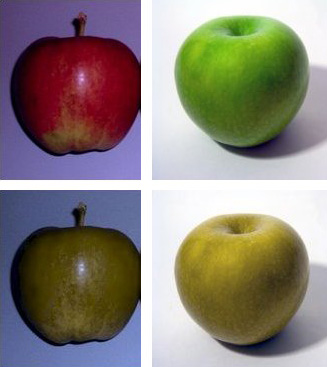
Симуляція зорового сприйняття червоного та зеленого яблука діхроматом

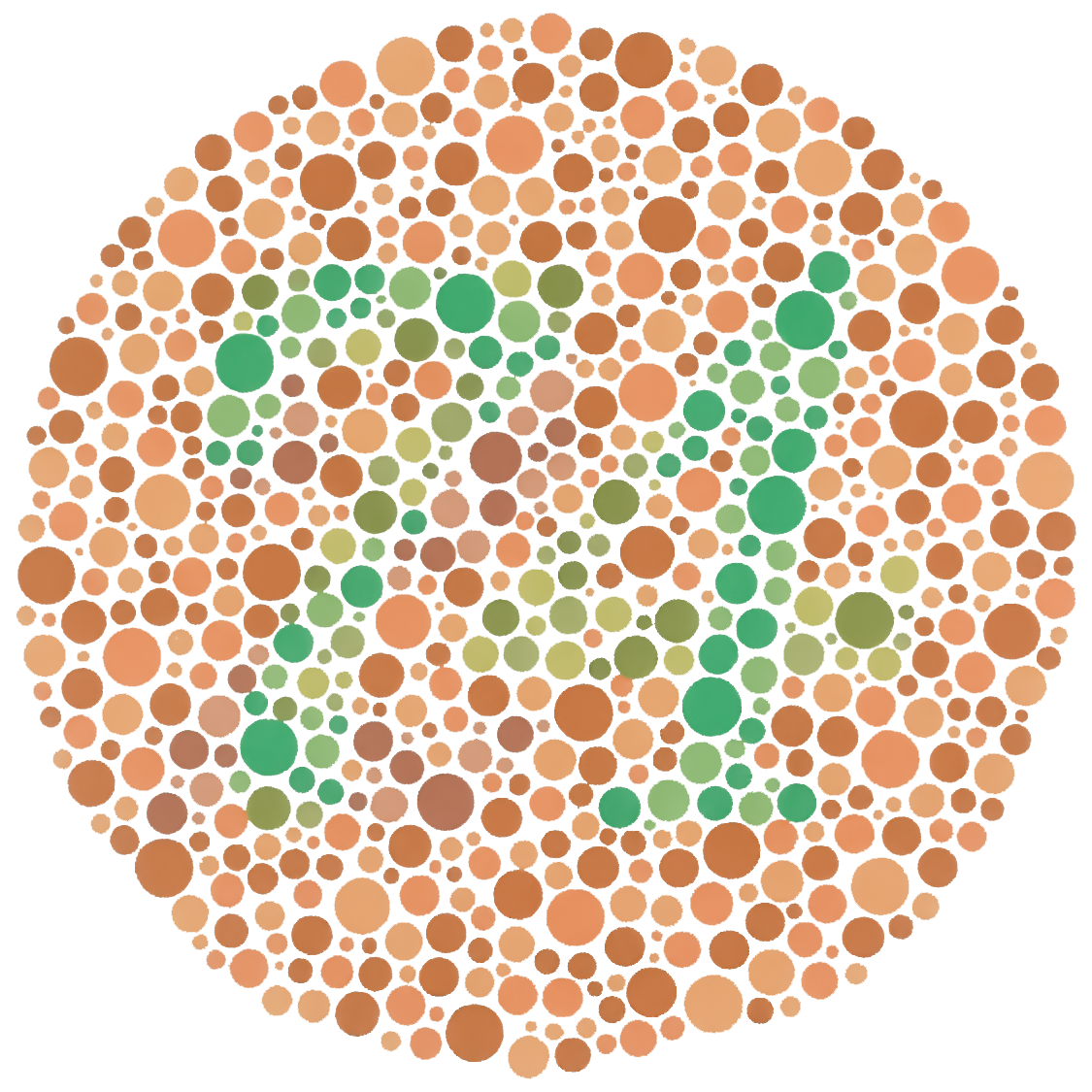
Людина з нормальним кольоросприйняттям побачить на малюнку число 74; з діхромією або аномальною трихромією — 21; з ахроматопсією — не побачить жодного числа

Дальтоні́зм або колірна сліпота — спадкова, рідше набута особливість зору людини та приматів, що виражається в нездатності розрізняти один або декілька кольорів. Значно частіше зустрічається у чоловіків через особливості чоловічого каріотипу.

## Історія терміна
Англійський вчений Джон Дальтон (1766—1844) був протанопом (не розрізняв червоний колір), але не знав про свою колірну сліпоту до 26 років. У нього були три брати та сестра, і у двох з братів була кольоросліпота на червоний колір.
Тільки після того, як у 1790 році Дальтон захопився ботанікою і виявилося, що йому важко розбиратися, коли йшлося про пурпурові, рожеві або темно-червоні кольори, що були подібні до синіх. Дальтон детально описав свій родинний дефект зору в невеликій книзі. Сам Дальтон, порівнюючи своє кольоросприйняття з баченням квітів друзями та знайомими, вирішив, що в його очах є якийсь синій світлофільтр і наказав своєму лаборанту після смерті витягти його очі й перевірити, чи не забарвлене в блакитний колір склоподібне тіло очного яблука. Лаборант виконав заповіт вченого і не знайшов у його очах нічого особливого.
Очі Дальтона збереглися в банці зі спиртом в Манчестерському літературно-філософському товаристві. І вже в 1995 році, генетики виділили й дослідили ДНК із сітківки. У ній виявили гени дальтонізму. Завдяки публікації вченого з'явилося слово «дальтонізм», яке на довгі роки стало синонімом не тільки описаної ним аномалії зору в червоній області спектру, але і будь-якого порушення колірного зору.

## Причина порушень колірного зору
У людини в центральній частині сітківки розташовані кольорочутливі рецептори — нервові клітини, які називаються колби. Кожен з трьох видів колб має свій тип кольорочутливого пігменту білкового походження, який чутливий до:
- червоного кольору (з максимумом довжини хвилі світла 552—557 нм),
- зеленого (максимум близько 530 нм),
- синього (максимум близько 426 нм).

Люди з нормальним кольоровим зором (трихромати) мають в колбах усі три пігменти (червоний, зелений і синій) у необхідній кількості.

## Спадкова природа порушень колірного зору
Передача дальтонізму у спадок пов'язана з X-хромосомою і практично завжди передається від матері-носія гена до сина, внаслідок чого у двадцять разів частіше зустрічається у чоловіків, що мають набір статевих хромосом XY. У чоловіків дефект в єдиній X-хромосомі не компенсується, оскільки «запасної» X-хромосоми немає. Різним ступенем дальтонізму страждають 2—8 % чоловіків, і лише 4 жінки з 1000. Для прояву дефекту зору у жінки необхідне достатньо рідкісне поєднання — наявність мутації в обох X-хромосомах. Прояв дальтонізму цього вигляду пов'язаний з порушенням виробництва одного або декількох світлочутливих пігментів в зорових рецепторах колб.
Деякі види дальтонізму слід вважати не «спадковим захворюванням», а швидше — особливістю зору. Згідно з дослідженнями, люди, яким важко розрізняти червоні та зелені кольори, можуть розрізняти безліч інших відтінків. Зокрема, відтінки кольору хакі, які здаються однаковими людям з нормальним зором. Можливо, у минулому така особливість давала її носіям еволюційні переваги, наприклад, допомагала знаходити їжу в пожухлій траві.

## Набутий дальтонізм
Це захворювання, яке розвивається тільки на оці, де уражена сітківка або зоровий нерв. Цьому виду дальтонізму властиве дедалі сильніше погіршення і труднощі в розрізненні синього і жовтого кольорів. Ілля Рєпін у похилому віці намагався виправити свою картину «Іван Грозний і син його Іван 16 листопада 1581 року». Але близькі до нього люди виявили, що через порушення колірного зору він сильно спотворив колірну гамму власної картини, і роботу довелося перервати.

## Види дальтонізму

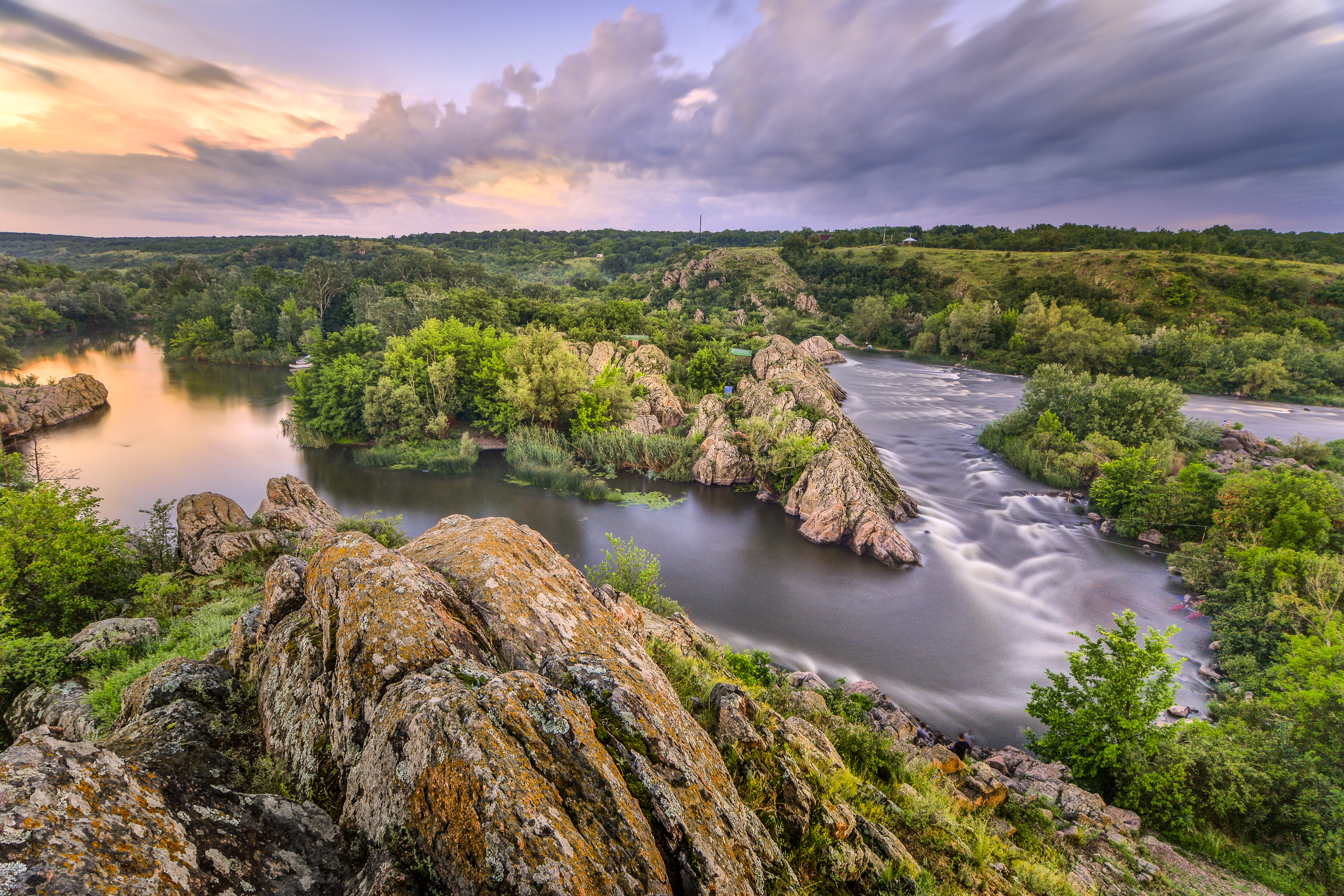
Нормальний зір
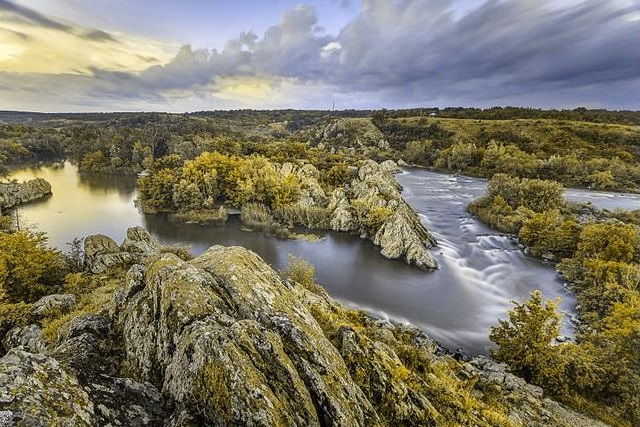
Дейтеранопія
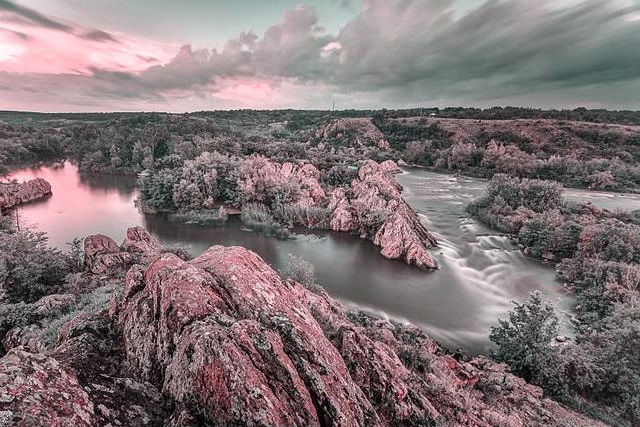
Тританопія
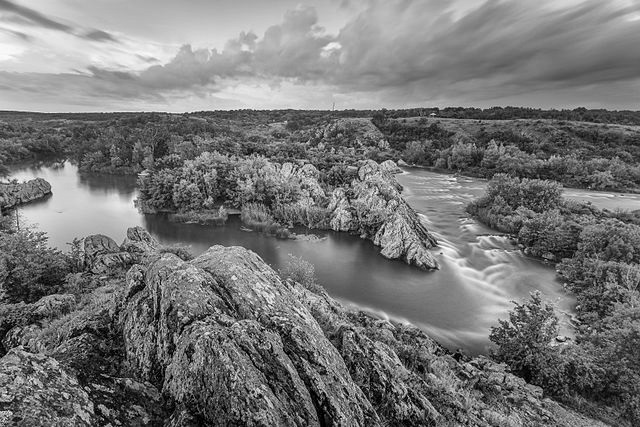
Монохроматія

Клінічно розрізняють повну і часткову колірну сліпоту. Найрідше спостерігається повна відсутність кольорового зору.
Часткова колірна сліпота має такі різновиди:
- Дихромія
  - Протанопія (англ. Protanopia) — зміни сприйняття червоного кольору, сприйманий спектр укорочений з червоного кінця. Червоний колір сприймається темнішим, змішується з темно-зеленим, темно-коричневим, а зелений — зі світло-сірим, ясно-жовтим, світло-коричневим.
  - Дейтеранопія (англ. Deuteranopia) — зміни сприйняття зеленого кольору. Зелений колір змішується зі світло-помаранчевим, ясно-рожевим, а червоний — з ясно-зеленим, світло-коричневим.
  - Тританопія (англ. Tritanopia) — відсутність колірних відчуттів у синьо-фіолетовій області спектра. Зустрічається вкрай рідко і практичного значення не має. При тританопії всі кольори спектру бачаться відтінками червоного або зеленого.
- Аномалії за трьома кольорами.

| Нормальний зір |
| Протанопія     |
| Дейтеранопія   |
| Тританопія     |

- Нормальний зір
- Дейтеранопія
- Тританопія
- Монохроматія

## Діагностика
Характер колірного сприйняття визначається на спеціальних поліхроматичних таблицях японського офтальмолога Сінобу Ісіхара. У наборі є 27 кольорових листів — таблиць, зображення на яких (зазвичай цифри) складається з безлічі кольорових кружків і крапок, що мають однакову яскравість, але декілька різні за кольором. Людині з частковою або повною колірною сліпотою (дальтонікові), що не розрізняє деякі кольори на малюнку, таблиця здається однорідною. Людина з нормальним кольоросприйняттям (нормальний трихромат) здатна розрізнити цифри або геометричні фігури, складені з кружків одного кольору.

## Професійні обмеження при ослабленні кольоросприйняття
Колірна сліпота може обмежити можливості людини при обранні тієї або іншої професії. Зір лікарів, водіїв, моряків і льотчиків ретельно досліджується, оскільки від його правильності залежить життя багатьох людей[джерело?].
Дефект колірного зору вперше привернув до себе увагу громадськості в 1875 році, коли в Швеції, біля міста Лагерлунда, відбулася страшна аварія поїзда, що призвела до великих жертв. Виявилось, що машиніст не розрізняв червоний колір, а розвиток транспорту на той час призвів до широкого розповсюдження кольорової сигналізації. Ця катастрофа призвела до того, що при прийомі на роботу в транспортну службу стали в обов'язковому порядку оцінювати кольоросприйняття.

## Особливості колірного зору інших видів ссавців
Зорові органи багатьох видів ссавців обмежено здатні сприймати кольори (часто тільки 2 кольори), а деякі тварини в принципі не здатні розрізняти кольори. З іншого боку, багато тварин здатні краще за людину розрізняти градації тих кольорів, які їм важливі для життєдіяльності. Багато представників непарнокопитних (зокрема, коні) розрізняють відтінки коричневого, які людині здаються однаковими (від цього залежить, чи можна їсти ту, чи іншу траву). Білі ведмеді здатні розрізняти відтінки білого і сірого у 100 разів краще за людину (при таненні снігу колір змінюється, й за відтінком кольору можна зробити висновок, чи проламається крижина, якщо на неї наступити).

## Лікування дальтонізму
На сьогодні дальтонізм невиліковний. Проте розроблена технологія лікування дальтонізму за рахунок впровадження в клітки сітківки відсутніх генів за допомогою методів генної інженерії з використанням штучних вірусних частинок. 2009 року у журналі Nature з'явилася публікація про успішне випробування цієї технології на двох самцях мавп Saimiri sciureus, багато з яких від природи погано розрізняють кольори.

## Цікаві факти
- Аборигени острова Пінгелап (Мікронезія) майже поголовно страждають на вроджену ахроматопсію через значне кровозмішування, що виникло внаслідок ізоляції атола. В результаті на крихітному острівку виникло суспільство, що не розрізняє кольорів[5].